# Liste der russischen Botschafter in den Vereinigten Staaten

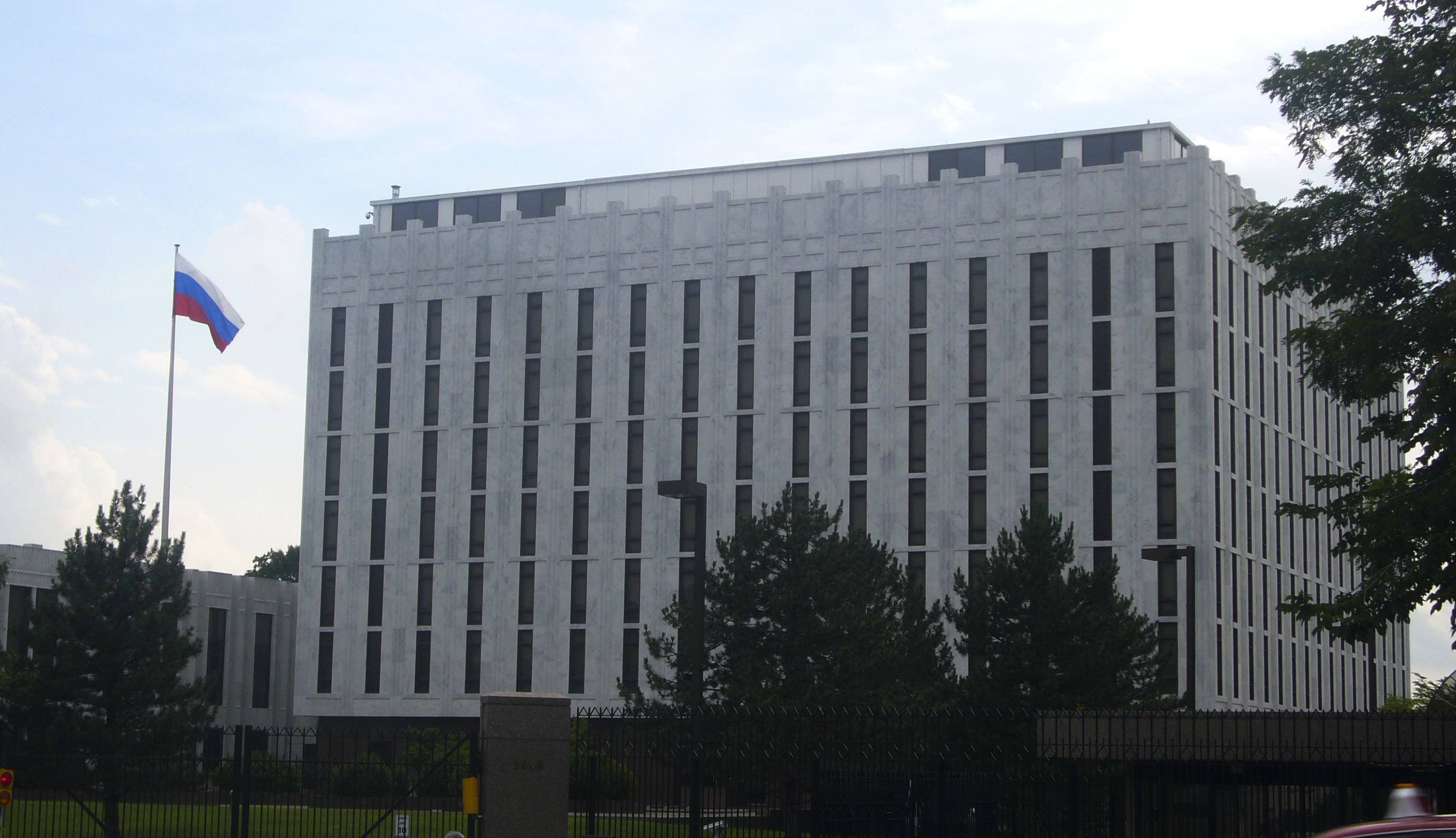
Heutige Botschaft der Russischen Föderation in Washington, D.C.

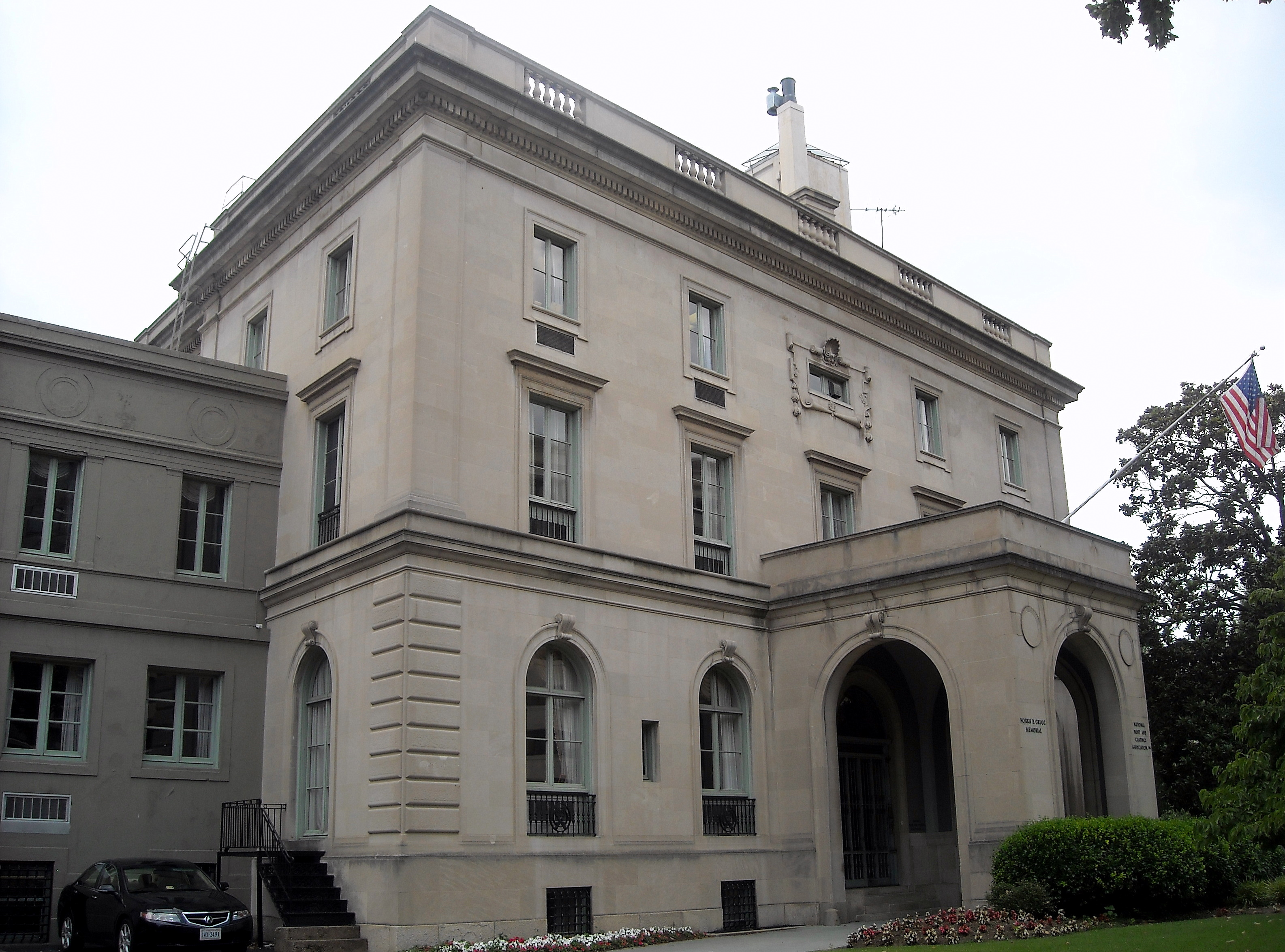
Brodhead-Bell-Morton Mansion in Washington, Botschaft des Russischen Reiches von 1903 bis 1907

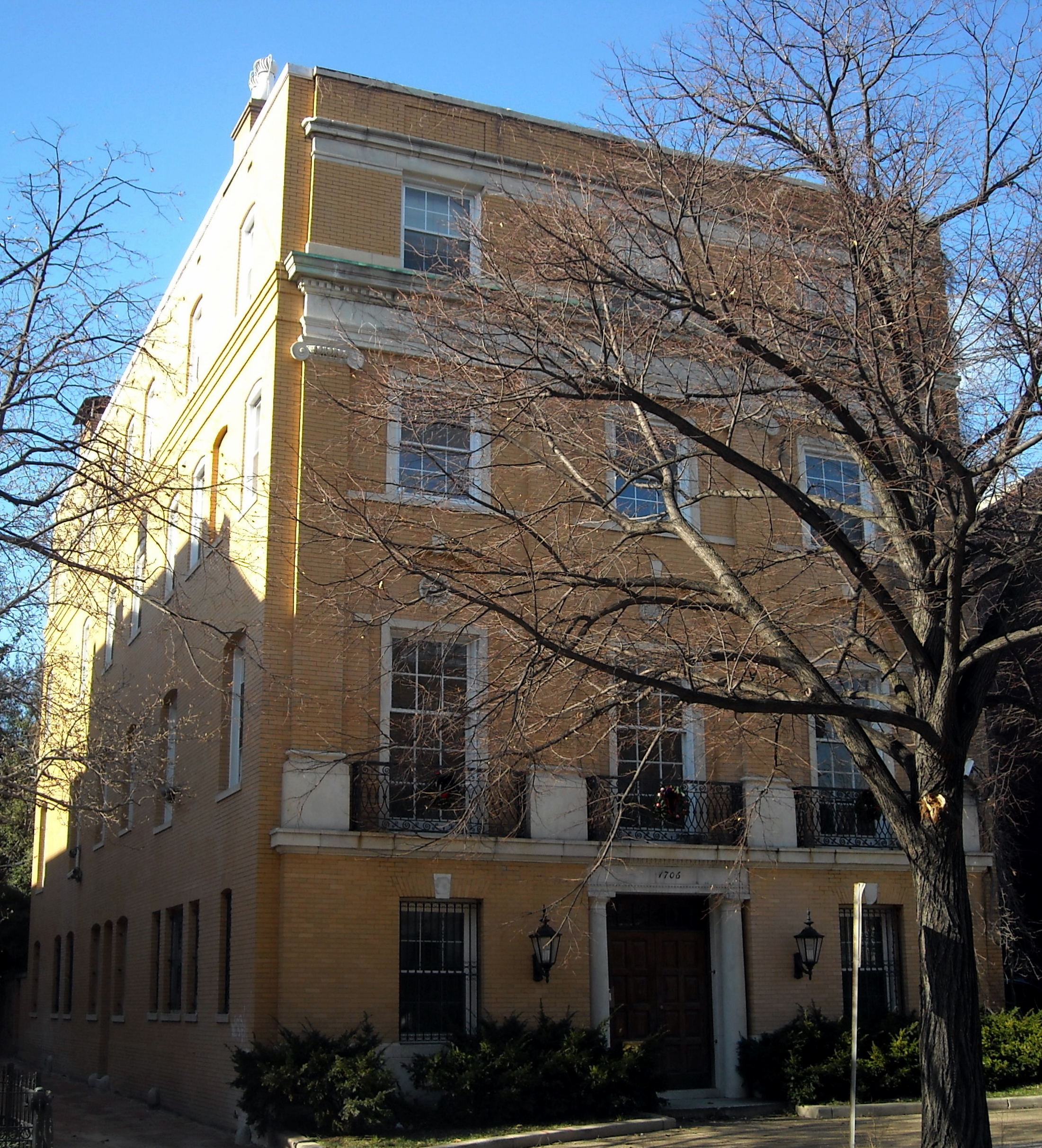
Informationsbüro der Botschaft Sowjetrusslands

Diese Liste der russischen Botschafter in den Vereinigten Staaten führt die Gesandten und (seit April 1898) Botschafter des Russischen Reiches, Sowjetrusslands, der Sowjetunion und der Russischen Föderation in den Vereinigten Staaten (USA) auf.

## Missionschefs
1808: Aufnahme diplomatischer Beziehungen
| Ernennung      | Akkreditierung  | Name des Amtsträgers                      | Anmerkungen | Abberufung     |
| -------------- | --------------- | ----------------------------------------- | --- | -------------- |
| 1808           |                 | Andrei Daschkow                           | Botschaftssekretär ab 1811 Pawel Swinin (* 1787)                                                                          | 1817           |
| 1817           |                 | Pjotr Poletika                            | | 1822           |
| 1822           | 1823, 19. Apr.  | Diederik Jacob van Tuyll van Serooskerken | | 1826           |
| 1827           |                 | Paul Alexander von Krüdener               | | 1837           |
| 1837           | 1854, Jan.      | Alexander Bodisko                         | | 1854           |
| 1857           |                 | Eduard von Stoeckl                        | | 1869           |
| 1869           |                 | Konstantin Katakasi                       | | 1872           |
| 1882           |                 | Karl von Struve                           | | 1892           |
| 1893, 26. Jan. |                 | Grigori Kantakusen                        | auch Cantacuzène oder Cantacuzino                                                                                         | 1895           |
| 1895           | 1896, 15. Jan.  | Ernst von Kotzebue                        | | 1897           |
| 1898           | 1898            | Arthur Pawlowitsch Cassini                | (* 1835; † 1919) Erster Botschafter, zuvor 1884 bis 1891 Gesandter bei den Hansestädten, 1891 bis 1896 Gesandter in China | 1905           |
| 1905           |                 | Roman Rosen                               | | 1911           |
| 1911           |                 | Georgi Bachmetew                          | | 1917, 4. Apr.  |
| 1917           |                 | Michail Onu                               | Geschäftsträger | 1917, 26. Nov. |
| 1917           |                 | Boris Bachmetjew                          | Bevollmächtigter der Provisorischen Regierung                                                                             | 1922           |
| 1918           |                 | Maxim Litwinow                            | | 1919           |
| 1919           |                 | Ludwig Martens                            | Bevollmächtigter der Bolschewiki                                                                                          | 1921           |
| 1922           |                 | Boris Skwirski                            | seit 1922 Bevollmächtigter der Handelsmission in Washington, ab 22. November 1933 Geschäftsträger                         | 1933           |
| 1933, 20. Nov. | 1934, 8. Jan.   | Alexander Trojanowski                     | | 1938, 1. Okt   |
| 1939, 11. Mai  | 1939, 6. Jun.   | Konstantin Umanski                        | bis 9. Mai 1941 bevollmächtigter Minister, anschließend Botschafter und bevollmächtigter Minister                         | 1941, 5. Nov.  |
| 1941, 10. Nov. | 1941, 8. Dez.   | Maxim Litwinow                            | | 1943, 22. Aug. |
| 1943, 22. Aug. | 1943, 4. Okt.   | Andrei Gromyko                            | | 1946, 11. Apr. |
| 1946, 11. Apr. | 1946, 3. Jun.   | Nikolai Nowikow                           | | 1947, 25. Okt. |
| 1947, 25. Okt. | 1947, 31. Okt.  | Alexander Panjuschkin                     | | 1952, 12 Jun.  |
| 1952, 14. Jun. | 1952, 25. Sept. | Georgi Sarubin                            | | 1958, 7. Jan.  |
| 1958, 7. Jan.  | 1958, 11. Feb.  | Michail Menschikow                        | | 1962, 4. Jan.  |
| 1962, 4. Jan.  | 1962, 30. Mär.  | Anatoli Dobrynin                          | mit 24 Jahren im Amt dienstlängster Botschafter in Washington, D. C.                                                      | 1986, 19. Mai  |
| 1986           |                 | Juri Dubinin                              | | 1990, 15. Mai  |
| 1990, 15. Mai  |                 | Alexander Bessmertnych                    | | 1991, 15. Mär. |
| 1991, 15. Mär. |                 | Wiktor Komplektow                         | | 1992, Feb.     |
| 1992           |                 | Wladimir Lukin                            | | 1994           |
| 1994           |                 | Juli Woronzow                             | | 1998           |
| 1999           |                 | Juri Uschakow                             | | 2008           |
| 2008, 26. Jul. |                 | Sergei Iwanowitsch Kisljak                | | 2017           |
| 2017, 1. Sept. |                 | Anatoli Iwanowitsch Antonow               | | 2024, Okt.     |

Stand: Oktober 2024